# Granger (Missouri)
Granger is een plaats (village) in de Amerikaanse staat Missouri, en valt bestuurlijk gezien onder Scotland County.

## Demografie
Bij de volkstelling in 2000 werd het aantal inwoners vastgesteld op 44.
In 2006 is het aantal inwoners door het United States Census Bureau geschat op eveneens 44.

## Geografie
Volgens het United States Census Bureau beslaat de plaats een oppervlakte van
0,4 km², geheel bestaande uit land.

## Plaatsen in de nabije omgeving
De onderstaande figuur toont nabijgelegen plaatsen in een straal van 20 km rond Granger.